# Milena Campos Vila
Milena Campos Vila (Colón, Cuba, 26 de agosto de 1974) es una Maestro Internacional Femenino de ajedrez cubana. Alcanzó el título de MI en el 2011 y en enero de 2017 tenías 2194 puntos ELO. Considerada una de las principales ajedrecistas de Cuba. Comenzó a destacarse como ajedrecista en la Academia Provincial de Cienfuegos a mediados de los años 1980. Posteriormente pasó a formar parte del equipo escolar de esa provincia en la EIDE Jorge Agostini, participó en varios Juegos Escolares donde obtuvo Medalla de Oro individual y Plata por equipos. A las 14 años dio su primer gran salto como ajedrecista al lograr el subcampeona nacional juvenil de Cuba. Ha logrado las normas en torneos para alcanzar la categoría de Gran Maestro Femenino, aunque nunca le ha sido otorgado el título por no poseer el ELO exigido por la FIDE.

## Resultados destacados en competición
- Fue campeona de Cuba femenina de ajedrez en febrero de 2006 en Caibarién.

- Ganó el Torneo Universitario en Mérida, Venezuela, en 1995.

- Fue Campeona Provincial femenina desde 1989 hasta 1997.